# Orbisongs
Orbisongs är ett studioalbum av Roy Orbison, utgivet i oktober 1965 på skivbolaget Monument Records. Detta var Orbisons sista album på detta skivbolag. Albumet är producerat av Fred Foster.
Albumet nådde Billboard-listans 136:e plats. På UK Albums Chart nådde det 40:e plats i juli 1967.

## Låtlista
Singelplacering i Billboard inom parentes. Placering i England=UK 
1. "Oh, Pretty Woman" (Roy Orbison/Bill Dees) (#1, UK# 1)
2. "Dance" (Roy Orbison/Joe Melson)
3. "(Say) You're My Girl" (Roy Orbison/Bill Dees) (#39, UK# 23)
4. "Goodnight" (Roy Orbison/Bill Dees) (#21, UK# 14)
5. "Night Life" (Roy Orbison/Joe Melson)
6. "Let the Good Times Roll" (Leonard Lee)
7. "(I Get So) Sentimental" (Roy Orbison/Joe Melson)
8. "Yo Te Amo Maria" (Roy Orbison/Bill Dees)
9. "Wedding Day" (Roy Orbison/Joe Melson)
10. "Sleepy Hollow" (Bill Dees)
11. "22 Days" (Gene Pitney)
12. "(I'd Be) a Legend in My Time" (Don Gibson)